# SN 1963D
SN 1963D – supernowa typu Ia* odkryta 23 stycznia 1963 roku w galaktyce NGC 4146. Jej maksymalna jasność wynosiła 15,95m.